# Radialhastighed
Ved et himmellegemes radialhastighed:60 :72,104 :26  forstås den komposant af dets bevægelse i forhold til Solen, som sker i synslinjens retning ("radial" retning). Radialhastigheden betegnes ofte {\displaystyle v_{\text{r}}} eller {\displaystyle \rho } (rho) og angives i enheden km/s. Den kan måles ret nøjagtigt ud fra dopplerforskydningen af himmellegemets spektrallinjer.
Når afstanden til stjernen bliver mindre (til venstre), er radialhastigheden negativ og stjernens lys er blåforskudt. Når afstanden er mindst (i midten), er radialhastigheden nul, og når stjernen fjerner sig, bliver radialhastigheden positiv (rødforskydning af lyset).

## Måling af radialhastighed
Når en lyskilde, for eksempel en stjerne eller en galakse, (eller en lydkilde) bevæger sig i radialt, altså i synslinjens retning, ændres bølgelængden af lyskilden (eller lydkilden). Fænomenet optræder i dagligdagen, hvis sirenen på et udrykningskøretøj nærmer sig (høj frekvens, lav bølgelængde) og derefter fjerner sig (lav frekvens, højere bølgelængde).
Sammenhængen mellem lyskildens bølgelængde {\displaystyle \lambda } (lambda) og radialhastigheden {\displaystyle v_{\text{r}}} er givet ved Dopplers forskydningslov:
{\displaystyle {\frac {\Delta \lambda }{\lambda _{0}}}={\frac {\lambda -\lambda _{0}}{\lambda _{0}}}={\frac {v_{\text{r}}}{c}}}
hvor {\displaystyle \lambda _{0}} er bølgelængden for kilde i ro og {\displaystyle c} er lysets fart. Forskellen {\displaystyle \Delta \lambda } er linjens dopplerforskydning.
Eksempel:
En spektrallinje med laboratoriebølgelængden {\displaystyle \lambda _{0}=588.995{\text{ nm}}} observeres hos en stjerne ved bølgelængden {\displaystyle \lambda =588.818{\text{ nm}}}. Dopplerforskydningen er altså {\displaystyle \Delta \lambda =-0.177{\text{ nm}}}, så lyset er svagt blåforskudt. Stjernens radialhastighed er derfor
{\displaystyle v_{\text{r}}={\frac {\Delta \lambda }{\lambda _{0}}}\cdot c={\frac {-0.177}{588.995}}\cdot 299792.458\ {\text{km/s}}=-90.1\ {\text{km/s}}}

## Rumhastighed
De fleste stjerner i Mælkevejsgalaksen bevæger sig rundt om centret i næsten samme plan i cirkelnære baner. Set fra den galaktiske nordpol sker omløbet med uret. Solens og dermed Solsystemets fart i bevægelsen er 230 km/s og et omløb tager ca. 225 millioner år. For mange solnære stjerner gælder noget lignende. Ved en sådan stjernes rumhastighed {\displaystyle \mathbf {v} } forstås dens relative hastighed i forhold til Solen, alså vektordifferensen {\displaystyle \mathbf {v} =\mathbf {v} _{*}-\mathbf {v} _{\text{Sol}}}. Den angives normalt i km/s.
Som den indledende illustration viser, kan rumhastigheden {\displaystyle v} opfattes som vektorsummen af radialhastigheden {\displaystyle v_{\text{r}}} og tangentialhastigheden {\displaystyle v_{\text{t}}}. Da disse står vinkelret på hinanden, gælder at
{\displaystyle v={\sqrt {v_{\text{r}}^{2}+v_{\text{t}}^{2}}}}

## Tangentialhastighed
En stjernes tangentialhastighed, {\displaystyle v_{\text{t}}}, er rumhastighedens komposant vinkelret på synsretningen. Som det fremgår af figuren, er den størst, når afstanden er mindst og radialhastigheden er da lig nul. Den angives også i enheden km/s. Tangentialhastigheden kan ikke måles som sådan, men det kan den årlige retningsændring, egenbevægelsen {\displaystyle \mu }. Hvis man kender stjernens afstand, {\displaystyle d}, kan tangentialhastigheden (jævnfør figuren) beregnes som produktet
{\displaystyle v_{\text{t}}=\mu \cdot d}
forudsat, at alle størrelser angives i SI-enheder (her: meter, sekund og radianer). I astronomisk praksis benyttes enhederne parsec, tropisk år og buesekund. I den efterfølgende tabel foretages denne omregning.
| Skift af enheder |
| --- |
| Udgangspunktet er SI-ligningen {\displaystyle v_{\text{t}}{\text{(m/s)}}=\mu {\text{(rad/a)}}\cdot d{\text{(m)}}}. Ifølge de relevante definitioner gælder omregningerne - {\displaystyle 1\ {\text{pc}}=648000/\pi \cdot 149\,597\,870\,700\ {\text{m}}=3.085\,677\,581\cdot 10^{16}\ {\text{m}}} - {\displaystyle 1\ {\text{a}}=365.25\cdot 24\cdot 60\cdot 60\ {\text{s}}=31\,557\,600\,{\text{s}}} - {\displaystyle 1^{\prime \prime }=\pi /648000\ {\text{rad}}} Bemærk, at konstanten {\displaystyle 648000/\pi }, der er antallet af buesekunder i en radian, også indgår (bevidst!) i definitionen på en parsec. Ved kombination heraf fås {\displaystyle {\begin{array}{lcl}v_{\text{t}}{\text{(km/s)}}&=&10^{-3}\cdot {\frac {\mu {\text{(}}^{\prime \prime }{\text{/a)}}}{648000/\pi \cdot 31\,557\,600}}\cdot 648000/\pi \cdot 149\,597\,870\,700\cdot d{\text{(pc)}}\\&=&10^{-3}\cdot {\frac {149\,597\,870\,700}{31\,557\,600}}\cdot \mu {\text{(}}^{\prime \prime }{\text{/a)}}\cdot d{\text{(pc)}}\\&=&4.74047\cdot \mu {\text{(}}^{\prime \prime }{\text{/a)}}\cdot d{\text{(pc)}}\end{array}}} |

Ifølge ovenstående beregning har vi altså, at
| {\displaystyle v_{\text{t}}{\text{(km/s)}}=4.74047\cdot \mu {\text{(}}^{\prime \prime }{\text{/a)}}\cdot d{\text{(pc)}}} |

## Eksempel: Barnards stjerne
For Barnards stjerne, en nær rød dværgstjerne med rekordhøj egenbevægelse, har man med den astrometriske rumsonde Gaia bestemt egenbevægelsen til
{\displaystyle \mu =10.39335\ ^{\prime \prime }{\text{/a}}}
og afstanden i parsec og lysår til
{\displaystyle d=1.8282\ {\text{pc}}=5.964\ {\text{la}}}.
Stjernens tangentialhastighed er derfor
{\displaystyle v_{\text{t}}=4.74047\cdot 10.39335\cdot 1.8282\ {\text{km/s}}=\ 90.0742\ {\text{km/s}}}
Radialhastigheden er ved hjælp af dopplereffekten målt til
{\displaystyle v_{\text{r}}=-110.5\ {\text{km/s}}}
Stjernens rumhastighed bliver så
{\displaystyle v={\sqrt {v_{\text{r}}^{2}+v_{\text{t}}^{2}}}=142.6\ {\text{km/s}}}

## Systematik i radial- og tangentialhastigheder
Mange stjerner i Solens omegn bevæger sig som denne på omtrent cirkelformede baner. Hosstående illustration viser, at det giver anledning til en systematisk fordeling af sådanne stjerners radial- og tangentialhastigheder.
Stjernerne ➃ og ➂ er ved at indhente Solen, og de har derfor negative radialhastigheder (blåforskydning). Stjernerne ➁ og ➀ har overhalet Solen, deres radialhastigheder er positive (rødforskydning). Solen er ved at indhente stjernerne ➆ og ➇ (blåforskydning) og har overhalet ➉ og ➈ (rødforskydning). Stjernerne ➄ og ➅ har samme fart som Solen, deres radialhastigheder er meget små og ændrer sig ikke.

## Radialhastighed fra rumhastighed
I dette matematiske afsnit betegner {\displaystyle \mathbf {r} } himmellegemets relative positionsvektor i forhold til iagttageren. Rumhastigheden er den tidsafledede heraf:
{\displaystyle \mathbf {v} ={\frac {{\text{d}}\mathbf {r} }{{\text{d}}t}}={\dot {\mathbf {r} }}}
Længden {\displaystyle r} af stedvektoren fås af skalarproduktet
{\displaystyle r^{2}=|\mathbf {r} |^{2}=\mathbf {r} \cdot \mathbf {r} }
Ved differentiation med hensyn til tiden fås
{\displaystyle 2\,r{\dot {r}}=2\,\mathbf {r} \cdot {\dot {\mathbf {r} }}}
Her er {\displaystyle {\dot {r}}} det samme som radialhastigheden {\displaystyle v_{\text{r}}}. Men bemærk, at {\displaystyle {\dot {r}}\neq |{\dot {\mathbf {r} }}|}!
{\displaystyle r{\dot {r}}=\mathbf {r} \cdot {\dot {\mathbf {r} }}=\mathbf {r} \cdot \mathbf {v} }
Ved division med {\displaystyle rv}, hvor {\displaystyle v=|\mathbf {v} |} fås
{\displaystyle {\frac {\dot {r}}{v}}={\frac {\mathbf {r} }{r}}\cdot {\frac {\mathbf {v} }{v}}={\hat {\mathbf {r} }}\cdot {\hat {\mathbf {v} }}}
hvor vi har indført enhedsvektorerne {\displaystyle {\hat {\mathbf {r} }}=\mathbf {r} /{r}} og {\displaystyle {\hat {\mathbf {v} }}=\mathbf {v} /\,{v}}. Vinklen mellem disse to enhedsvektorer kaldes {\displaystyle \alpha } og er givet ved
{\displaystyle \cos(\alpha )={\hat {\mathbf {r} }}\cdot {\hat {\mathbf {v} }}}
Heraf slutter man, at
{\displaystyle v_{\text{r}}=\cos(\alpha )\,v}
Dette resultat er ikke overraskende, det kunne være fundet alene ved en geometrisk betragtning.
Vi ser af egenskaber ved cosinus, at
{\displaystyle {\begin{cases}{\dot {r}}>0&{\text{for}}&0^{\circ }\leqq \alpha <90^{\circ }&{\text{rødforskydning}}\\{\dot {r}}=0&{\text{for}}&\alpha =90^{\circ }\\{\dot {r}}<0&{\text{for}}&90^{\circ }<\alpha \leqq 180^{\circ }&{\text{blåforskydning}}\\\end{cases}}}